# Simon Wiesenthal
Simon Wiesenthal (Buczacz, 1908. december 31. – Bécs, 2005. szeptember 20.) zsidó származású osztrák építészmérnök, aki a holokauszt túlélése után nácivadász lett. A második világháború során több gettóban, illetve koncentrációs táborban is raboskodott, mielőtt 1945. május 5-én az amerikai hadsereg felszabadította. Ezután életének legnagyobb részét a szökésben lévő náci katonai vezetők és háborús bűnösök felkutatásának és bíróság elé állításának szentelte. 1977-ben az egyik legnagyobb zsidó, cionista emberjogi szervezetet az ő tiszteletére Simon Wiesenthal Center névre keresztelték. A szervezet a neonáci csoportok megfigyelését és az antiszemitizmus elleni harcot tűzte ki céljául, valamint a tolerancia és a megértés elősegítését a civil társadalom erejével. A SWC üzemelteti a világon egyedülálló, Los Angelesben és Jeruzsálemben található Museum of Tolerance-t, vagyis a „Tolerancia Múzeumát”.

## Élete a szabadulásig
1908. december 31-én, alig fél órával éjfél előtt született, Szymon Wiesenthal néven, az akkor még az Osztrák–Magyar Monarchia területén (ma Nyugat-Ukrajna), Galíciában található kisvárosban, Buczaczban, egy gazdag zsidó kereskedőcsaládba. Családja a cári Oroszországban meghirdetett pogromok elől menekült a Monarchia területére, ahol 1905-ben kaptak állampolgárságot.
Az első világháború kitörésekor, 1914-ben apját tartalékosként behívták a hadseregbe. 1915-ben a keleti fronton esett el. Az ekkor orosz megszállás alatt álló Galíciából ezután családjával (ő, anyja és bátyja) Bécsbe menekültek, ahol egészen 1917-ig, az oroszok kivonulásáig éltek. Az iskolát is Bécsben kezdte. Miután visszaköltöztek Buczaczba, a város és környéke a rigai békeszerződésig többször is „fel lett szabadítva”, hol a kozák, hol az osztrák, hol az ukrán, hol a lengyel, hol a szovjet hadsereg által. A lengyel és az ukrán megszállás alatt is erős antiszemitizmusnak volt kitéve családjával együtt. A terület végül az újonnan született Lengyelország része lett.
A Humanista Gimnáziumban – ahol tanult – ismerkedett meg későbbi feleségével, Cyla Mullerrel. 1936-ban kötöttek házasságot. A középiskola elvégzése (1927) után a Prágai Műszaki Egyetemen folytatta tanulmányait, mivel a Lembergi Politechnikumba az ott érvényben lévő zsidó kvóta (meghatározott számú zsidó származású ember tanulhatott csak az egyetemen) miatt nem juthatott be. 1932-ben végzett.
1934-1935-ben épületmérnöknek tanult tovább a Szovjetunióban, pár hétig a harkovi, illetve a kijevi egyetemen is megfordult, de végül az ogyesszai egyetemen töltötte a két év túlnyomó hányadát. Az oroszországi tanulmányai befejeztével visszatért Galíciába, ahol immáron felvételt nyert a Lembergi Politechnikumba arra a posztgraduális képzésre, mely lehetővé tette számára, hogy épületmérnökként tevékenykedhessen Lengyelországban. Még a diploma megszerzése előtt, 1936-ban megnyitotta saját építészirodáját a városban, azonban, lévén Galícia lengyel uralom alatt állt, csupán másodrangú állampolgárnak számított. Olyan elegáns villákra specializálódott, melyeket főleg a gazdag lengyel-zsidó családok építettek maguknak, akik nem törődtek a nyugatról érkező és egyre erősödő náci fenyegetéssel. Karrierje mindössze három évig, 1939 szeptemberéig tartott, amikor a Harmadik Birodalom lerohanta, és alig három hét alatt teljesen megszállta Lengyelországot, ezzel kirobbantva a második világháborút. A Molotov–Ribbentrop-paktum értelmében Lemberg szovjet megszállás alá került 1939. szeptember 17-én. Mostohaapja és mostohaöccse a bevonuló szovjet titkoshadsereg, az NKVD áldozata lett abban az akcióban, mely a teljes lengyel értelmiség megsemmisítésére irányult. Wiesenthal maga be kellett, hogy zárja irodáját, és egy gyárban kényszerült elhelyezkedni. Amikor a Harmadik Birodalom 1941 júniusában megtámadta a Szovjetuniót, ő és családja náci fogságba került.
Emlékiratai szerint az 1941. június 6-án lezajlott első nagy kivégzési hullám elől egy Bodnár vezetéknevű ukrán rendőr mentette meg. Nem sokkal később feleségével együtt a janowskai gettóba deportálták, Lemberg egyik külső kerületébe. Édesanyját több másik nővel együtt marhavagonokban a belzeci megsemmisítő táborba szállították, ahol 1942 augusztusában kivégezték. Ő és Cyla összesen 89 családtagjukat vesztették el a háborúban.
Cyla a lengyel Honi Hadsereg segítségével megszökött a gettóból, és zsidó származását sikeresen eltitkolva, lengyelként teljesített munkaszolgálatot a Rajna-vidéken egészen a háború végéig. „Sikeréhez” nagyban hozzájárult a zsidó származású emberek között nagyon ritkán előforduló természetes szőke haja. Simon egészen kiszabadításáig azt hitte, hogy Cyla a varsói felkelésben életét vesztette. A nem várt találkozás után egy évvel, 1946-ban született meg egyetlen gyermekük, Paulina.
1943 októberében Simon is kiszökött Janowskából, épp azelőtt, hogy a náci hadsereg lemészárolta a gettó lakóit szinte az utolsó emberig. Hamar csatlakozott a Lengyel Földalatti Államhoz, hogy építészeti tudásával segítse az ellenállókat bunkereket és egyéb erődítményeket, erősítéseket építeni. 1944 júniusában a Gestapo tisztjei ismét elfogták, és a 34 életben maradt janowskai fogollyal együtt halálos menetelésre küldték. A plaszowi koncentrációs táborból meneteltették a foglyokat a mauthauseni koncentrációs táborba. Mire 1945. május 5-én az amerikai erők felszabadították, 12 különböző koncentrációs tábort, köztük öt haláltábort járt meg, több alkalommal hajszál híján menekülve meg a kivégzés elől.

## Nácivadász
Felszabadításakor a maga 180 centijéhez képest mindössze 45 kilogrammot nyomott. Amint erőre kapott, elkezdett az amerikai hadsereg számára dokumentumokat gyűjteni a nürnbergi perekhez. Ő és 30 társa 1947-ben megalapították a Zsidó Dokumentációs Központot Linzben, a jövőbeli hasonló perekhez összegyűjtött információk kezelésére, feldolgozására és tárolására. Ahogy az Egyesült Államok és a Szovjetunió érdekei csökkentek a háborús bűnös perek indításában a csoport feloszlott, Wiesenthal szabadidejében foglalkozott tovább az adatgyűjtéssel, míg munkájával a második világháború áldozatait segítette.
Ezen időszakban – saját állítása szerint – kulcsszerepe volt a „végső megoldás” legfőbb kitervelője, Adolf Eichmann kézrekerítésében. Ezt az állítását Isser Harel, a Moszad egykori vezetője élesen kritizálta, álláspontja szerint Wiesenthal nemhogy egy apró szerepet is játszott volna Eichmann kézrekerítésében, hanem egyenesen veszélyeztette az egész akció sikerét. Wiesenthal könyvnyi hosszúságú válaszát és cáfolási kísérletét Harel állításával szemben már nem vették figyelembe. Az elszántsága az emberi jogok megsértéseinek felderítésére és az előbbi és ehhez hasonló perek, valamint az ahhoz fűzött kommentárjai miatt („igazságszolgáltatás, nem bosszú” és „nem vagyok gyűlölködő”) kezdve számos más személlyel és roppant különböző intézménnyel, civil szervezettel került szembe az idők folyamán. A kritikák főleg beszűkült, cionista orientációval vádolták, illetve azzal, hogy a holokauszt szélesebb emberi jogi következményeit megszállottan „játssza le” a pályáról, a bigott és nacionalista izraeli harcba hívásnak engedelmeskedve. Ezek a kritikusok egyben megkérdőjelezik munkásságának eredményességét is, gyakran vitatható módon, miközben úttörő szerepét ezen ügyek kinyomozásában és felderítésében, egy időszakban, amikor a politikai klíma erősen az egykori háborús bűnösök felé fordult.
Miután Eichmannt 1962-ben Izraelben kivégezték, Wiesenthal ismét megnyitotta a Zsidó Dokumentációs Központot, mely ezúttal már másfajta esetekre fókuszált. Egyik legnagyobb port kavart esete volt Karl Silberbauer Gestapo tiszt megtalálása és bíróság elé állítása, azé a tiszté, aki letartóztatta Anne Frankot és családját, valamint bujtatóikat. Az eset 1963. november 13-án robbant a holland médiában. Silberbauer vallomása igazolta azt, hogy Anne Frank naplója, melyet bujkálása alatt írt, nem volt hamisítvány. Az üggyel kapcsolatban még Anne apja, Otto Frank is azt mondta, lánya haláláért a kivégzői a felelősek, nem Silberbauer, ő csak parancs szerint járt el. Ezen kijelentés, valamint bármiféle háborús bűnösségre utaló bizonyíték hiányában Silberbauert felmentették, míg Wiesenthal ismét erős kritikákat kapott. Azonban sikereket is elkönyvelhetett, sikerült felkutatni és bíróság elé állítani azt a 16 náci tisztet, akik a felelősek voltak Lemberg teljes zsidó lakosságának kiirtásáért, valamint az ő nevéhez fűződik Franz Stangl, a treblinkai és a sobibori haláltábor parancsnokának elfogása és bíróság elé állítása és Hermine Braunsteineré, aki, mint Aufseherin (női felügyelő), parancsot adott több száz gyerek megkínzására majd kivégzésére Majdanekben.

## Kutató intézetek

### Wiesenthal Center

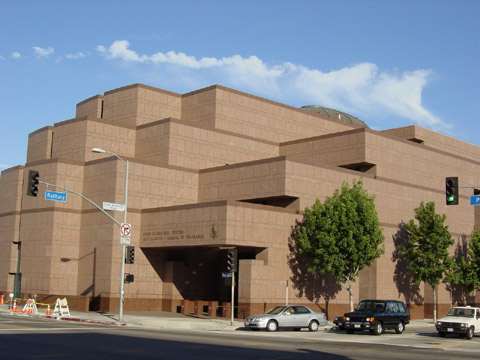
A Simon Wiesenthal Center Los Angelesben

1977-ben, egy holokauszt emlékügynökség az ő tiszteletére a Simon Wiesenthal Center nevet vette fel. Legfőbb céljának tartja a holokauszt emlékezetének ápolását, valamint „a tolerancia és a megértés elősegítését a civil társadalom erejének segítségével”. E mellett figyeli és szemmel tartja a különböző neonáci csoportokat, csoportosulásokat, és segít felkutatni és kézre keríteni a még élő náci háborús bűnösöket. Ezek mellett a SWC tartja fenn a világ két Tolerancia Múzeumát, egyet Los Angelesben, (ahol a Központ is található) és egyet Jeruzsálemben.

### A Holokauszt Tanulmányok Bécsi Wiesenthal Intézete

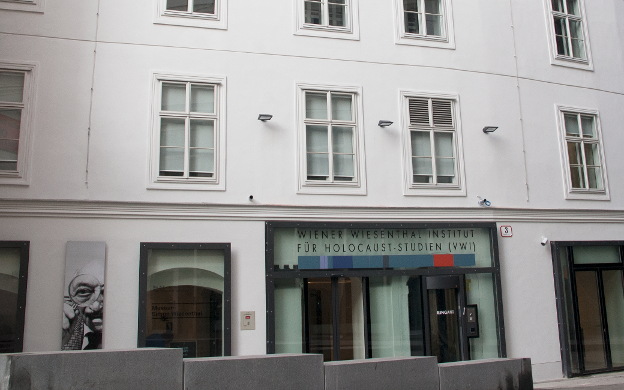
A Holokauszt Tanulmányok Bécsi Wiesenthal Intézete otthona Bécsben; Wien, Rabensteig 3

Élete utolsó éveiben Simon Wiesenthalt egyre inkább foglalkoztatta terjedelmes hagyatéka halála utáni hozzáférhetősége, kutathatósága. Így amikor a bécsi Zsidó Hitközség egy holokauszt kutató központ felállításának gondolatával fordult hozzá, úgy döntött, hogy hagyatéka nagy részét Ausztriában hagyja – kisebbike a Los Angeles-i Simon Wiesenthal Centerben és a jeruzsálemi Jad Vasemben található. 2002-től haláláig osztrák és nemzetközi tudósokkal együtt egy intézet tudományos koncepciójának kidolgozásán dolgozott. Ez végül Holokauszttanulmányok Bécsi Wiesenthal Intézete (VWI) néven 2009 őszén kezdte működését a bécsi Főpolgármesteri Hivatal kulturális osztálya, valamint az osztrák Kutatási és Tudományos Minisztérium anyagi támogatásával.

## További sorsa
Az 1970-es években belekeveredett az ausztriai politikába, mikor rámutatott, hogy a frissen alakult, Bruno Kreisky kancellár vezette szocialista párt (SPÖ) kormánya náci volt abban az időben, mikor az Anschluss révén Ausztria és Németország egy állammá vált. Válaszul Kreisky (aki maga is zsidó volt) Nestbeschmutzer-nek („saját fészkébe-piszkítónak”, azaz átvitt értelemben a saját hozzátartozóiról, illetve népéről csúnyán beszélő személynek) nevezte Wiesenthalt. Ausztriában, ahol évtizedekbe került feldolgozni a náci múltat, sokáig figyelmen kívül hagyták, és gyakran inzultálták is Wiesenthalt. 1975-ben, mikor egy közleményt adott ki az FPÖ elnökéről, Friedrich Peterről, annak náci múltját feltárva, Kreisky felvetette, hogy Wiesenthal egy „bizonyos maffia” tagja, mely csak lehetőséget keres Ausztria bemocskolására, sőt megvádolta azzal is, hogy kollaborált a nácikkal és a Gestapóval, hogy túlélje a táborokat. A vádat Wiesenthal nevetségesnek minősítette.
Az évek során számos életveszélyes fenyegetést kapott. 1982-ben német és osztrák neonácik bombát robbantottak bécsi háza előtt.
Túl 90. életévén is sok időt töltött kis irodájában, az immár Bécs belvárosában működő Zsidó Dokumentációs Központban. 2003 áprilisában jelentette csak be visszavonulását, miután kijelentette, hogy az összes tömeggyilkost megtalálta, akit akart. „Mindet túléltem. Ha maradtak is még életben néhányan, azok már túl öregek és valószínűleg túl gyengék is egy bírósági tárgyaláshoz. A munkám véget ért.” A forrásai szerint azonban az utolsó nagyobb osztrák háborús bűnös, Alois Brunner, Adolf Eichmann jobbkeze még mindig él, és Szíriában bujkál Bashar al-Assad szír elnök védelmét élvezve. Néhány héttel Wiesenthal halála után elterjedt a hír, hogy Aribert Heim, a világ egyik leghírhedtebb és legkeresettebb náci koncentrációs tábori orvosa, (akit a foglyok egymás közt Doktor Halálnak hívtak), életben van és Spanyolországban bujkál. A hír azonban tévesnek bizonyult.
Utolsó éveit Bécsben töltötte feleségével, Cylával, aki 2003. november 10-én, 95 éves korában halt meg. Simont két évvel később, 2005. szeptember 20-án, 96 éves korában, álmában érte a halál. Három nappal később, szeptember 23-án, az izraeli Herzlija városában helyezték örök nyugalomra.

## Kritikák
Noha rengeteg náci háborús bűnöst segített kézre keríteni, életének és munkásságának több részét is viták övezik. Legnagyobb eredményének Adolf Eichmann kézre kerítését nevezik, holott Isser Harel, az Eichmannt elfogó ügynökcsoport vezetője, a Moszad és a Sin Bet titkosszolgálatok volt főnöke szerint Wiesenthalnak „semmi köze sem volt” a foglyulejtéshez, sőt információi „félrevezetőek, teljesen értéktelenek” voltak. A zsidó B’nai B’rith Rágalmazásellenes Liga jogtanácsosa leírja, hogy Eichmann argentínai letartóztatása előtt Wiesenthal annak japán vagy szaúd-arábiai tartózkodásáról beszélt.
Gyakori támadások kereszttüzébe került Wiesenthal akkor is, amikor megírta, hogy azok a nácik, akik szerinte minden zsidó halálát kívánták, az ő életét megmentették. A német fogság alatt a férfi öngyilkosságot kísérelt meg, fölvágta az ereit, de a tisztek mindent megtettek, hogy a lehető legjobb kórházi eljárást kapja meg rabként is, így megmenekült.
A férfi egy 1974. december 10-én keltezett levélben meggyanúsított egy chicagói férfit, hogy Częstochowa és Kielce városában zsidókat adott át a Gestapónak. A Walus-per néven ismertté vált eljárás a feljelentés nyomán indult, majd az Amerikai Egyesült Államok bírósága 1977 januárjában, több tanú és bizonyítékok után elismerte, hogy a férfi nem is tartózkodott Lengyelországban a háború alatt. Wiesenthal ezek után is azt hangoztatta, hogy ő „még soha sem tévedett”.
Wiesenthal a Josef Mengele utáni hajszában is szerepet játszott. Éveken keresztül érkeztek tőle a hírek arról, hogy az orvos nyomában van, és többször „csak egy hajszál választotta el” őket egymástól, többször látta is őt. A férfi 1960 nyarán bejelentette, hogy Mengele egy görög szigeten bujkál, ebédelni pedig egy fekete színű Mercedesszel jár, amelyet felfegyverzett testőrök kísérnek. Később azonban kiderült, hogy Mengele 1979-ben Brazíliában halt meg teljes nyomorban, miután egy helyi magyar antikommunista család rejtegette. 1983-ban még Izrael volt paraguayi nagykövete, Benjamin Varon is hazugnak nevezte Wiesenthalt, aki anyagi haszonszerzésre fordítja a Mengele-hajszát, a London Times pedig a férfi által készített Mengele-aktát trehánynak nevezte, ami „csak arra volt jó, hogy öntömjénező koholmányait alátámassza”
Szintén Wiesenthal volt, aki a holokauszttal kapcsolatban megalkotta az emberszappan legendáját, amely szerint a nácik szappant főztek az emberekből. Bár később kiderült, hogy ez lehetetlen és nem igaz, a legenda elterjedt és a mai napig tartja magát.
Simon Wiesenthal továbbá azt írta a Stars and Stripes-ban, 1993. január 24-én, hogy: „német földön nem voltak megsemmisítő táborok”.

## Magyarul megjelent művei
- A gyilkosok közöttünk járnak; ford. Békési Ágnes, bev. Ioan Grigorescu; Politikai Kiadó, Bukarest 1970
- Az igazság malmai... Emlékezések; ford. Szántó Judit; Európa, Bp., 1991 (Emlékezések)
- Menekülés a sors elől; ford. Lichtmann Tamás; Gondolat, Bp., 1991